# James A. Lindsay
James A. Lindsay (vlastním jménem James Stephen Lindsay, * 8. června 1979) je americký matematik a spisovatel. Známým se stal zejména skrz aféru kolem studií o křivdě, při které on, Peter Boghossian a Helen Pluckroseová částečně úspěšně poslali k vydání řadu nesmyslných „vědeckých“ článků do recenzovaných časopisů, aby tím prokázali selhávající kvalitu vědecké kontroly v některých oborech.
Původně vystudoval matematiku, nejprve na Technologické univerzitě v Tennessee (B.S., M.S.) a pak na Univerzitě Tennessee (PhD.).
V češtině mu vydalo v roce 2021 nakladatelství Práh knihu Jak vést (zdánlivě) nemožné rozhovory : velmi praktický návod, jak se domluvit téměř s každým, kterou napsal s Peterem Boghossianem.